# Ron Leibman
Ronald Leibman (New York, 11 ottobre 1937 – New York, 6 dicembre 2019) è stato un attore statunitense, vincitore di un Tony Award (1993) e di un Emmy Award (1979).
Attivo in ambito televisivo quanto in quelli cinematografico e teatrale, divenne noto per l'interpretazione di Martin "Kaz" Kazinsky nell'eponima miniserie televisiva (1978-1979), di cui fu anche coideatore e cosceneggiatore, del sindacalista Reuben Warshowsky nel film Norma Rae (1980) di Martin Ritt e del Dr. Leonard Green, il burbero ed irascibile padre di Rachel nella sitcom Friends (1994-2004).

## Biografia

### Carriera
Nato e cresciuto a New York da una famiglia ebraica, Leibman si laureò nel 1958 (dunque appena ventunenne) presso la Ohio Wesleyan University.
Lavorò prevalentemente per il cinema: lo si ricorda soprattutto per aver affiancato Sally Field in Norma Rae (1980). In televisione fu invece protagonista del telefilm Kazinsky, di cui fu inoltre co-ideatore e co-sceneggiatore, e che gli valse un Emmy. Fu candidato al Golden Globe per il miglior attore non protagonista in una serie nel 1987 per Christmas Eve. In seguito venne scritturato nel cast di Friends per il ruolo del padre di Rachel (interpretata da Jennifer Aniston). 
Nel 1993 vinse un Tony Award come miglior attore protagonista in un'opera teatrale.
Attivo a lungo anche come doppiatore, prestò la voce al personaggio di Ron Cadillac nella serie d'animazione Archer.

### Morte
Leibman morì il 6 dicembre 2019, all'età di 82 anni a seguito di una polmonite.

## Vita privata
Si sposò con due attrici: Linda Lavin (dal 1969 al 1981, anno in cui la coppia divorziò), e Jessica Walter (dal 1983 fino alla propria morte).

## Filmografia

### Cinema
- Senza un filo di classe (Where's Poppa?), regia di Carl Reiner (1970)
- La pietra che scotta (The Hot Rock), regia di Peter Yates (1972)
- Mattatoio 5 (Slaughterhouse-Five), regia di George Roy Hill (1972)
- Your Three Minutes Are Up, regia di Douglas Schwartz (1973)
- Due supercolt a Brooklyn (The Super Cops), regia di Gordon Parks (1974)
- Won Ton Ton, il cane che salvò Hollywood (Won Ton Ton: The Dog Who Saved Hollywood), regia di Michael Winner (1976)
- Norma Rae, regia di Martin Ritt (1979)
- Up the Academy, non accreditato, regia di Robert Downey Sr. (1980)
- Zorro mezzo e mezzo (Zorro, the Gay Blade), regia di Peter Medak (1981)
- Corri cavallo corri (Phar Lap), regia di Simon Wincer (1983)
- Scherzi di cuore (Romantic Comedy), regia di Arthur Hiller (1983)
- Door to Door, regia di Patrick Bailey (1984)
- Nick lo scatenato (Rhinestone), regia di Bob Clark (1984)
- Seven Hours to Judgment, regia di Beau Bridges (1988)
- Prove apparenti (Night Falls on Manhattan), regia di Sidney Lumet (1996)
- Biglietti... d'amore (Just the Ticket), regia di Richard Wenk (1998)
- Personal Velocity - Il momento giusto (Personal Velocity: Three Portraits), regia di Rebecca Miller (2002)
- Dummy, regia di Greg Pritikin (2002)
- Auto Focus, regia di Paul Schrader (2002)
- La mia vita a Garden State (Garden State), regia di Zach Braff (2004)
- A Little Help, regia di Michael J. Weithorn (2010)

### Televisione
- Ai confini della notte (The Edge of Night) – serie TV (1956)
- The DuPont Show of the Week – serie TV, 1 episodio (1963)
- Ride with Terror – film TV (1963)
- Hawk l'indiano (Hawk) – serie TV, episodio 1x07 (1966)
- The Art of Crime – film TV (1975)
- Sulle strade della California (Police Story) – serie TV, 1 episodio (1975)
- Martinelli, Outside Man – film TV (1977)
- A Question of Guilt – film TV (1978)
- Kazinsky – serie TV, 23 episodi (1978-1979)
- Linda in Wonderland – film TV (1980)
- Rivkin, cacciatore di taglie (Rivkin: Bounty Hunter), regia di Harry Harris – film TV (1981)
- Comedy Factory – serie TV, 1 episodio (1985)
- Many Happy Returns – film TV (1986)
- Christmas Eve – film TV (1986)
- ABC Afterschool Specials – serie TV, 1 episodio (1987)
- Terrorist on Trial: The United States vs. Salim Ajami – film TV (1988)
- Aaron's Way – serie TV, 1 episodio (1988)
- La signora in giallo (Murder, She Wrote) – serie TV, episodi 6x18-8x13 (1990-1992)
- Fish Police – serie TV, 1 episodio, solo voce (1992)
- Pacific Station – serie TV, 13 episodi (1991-1992)
- Law & Order - I due volti della giustizia (Law & Order) – serie TV, 2 episodi (1995-2000)
- Central Park West – serie TV, 21 episodi (1995-1996)
- Friends – serie TV, 4 episodi (1996-2004)
- Don King - Una storia tutta americana (Don King: Only in America) – film TV (1997)
- Holding the Baby – serie TV, 13 episodi (1998-2002)
- Law & Order: Unità Speciale (Law & Order: Special Victims Unit) – serie TV, 4 episodi (2001)
- The Practice - Professione avvocati (The Practice) – serie TV, 1 episodio (2003)
- I Soprano (The Sopranos) – serie TV, 3 episodi (2006)

### Doppiatore
- Duckman: Private Dick/Family Man - serie TV, 1 episodio (1995)
- I Rugrats (Rugrats) - serie TV, 1 episodio (1996)
- Archer - serie TV, 9 episodi (2013-2016)

## Doppiatori italiani
Nelle versioni in italiano dei suoi lavori, Rob Leibman è stato doppiato da:
- Diego Reggente in Biglietti... d'amore, Senso di colpa, Law & Order - Unità vittime speciali
- Nino Prester in Friends, Prove apparenti
- Michele Kalamera ne La signora in giallo (ep. 6x18), I Soprano
- Stefano De Sando in Law & Order - I due volti della giustizia (ep. 11x07), La mia vita a Garden State
- Renato Cortesi ne La signora in giallo (ep. 8x13)
- Luca Biagini in Law & Order - I due volti della giustizia (ep. 5x10)
- Pino Locchi in Nick lo scatenato
- Giorgio Favretto in Kazinsky
- Oliviero Dinelli in Dummy
- Claudio De Davide in Scherzi di cuore
- Danilo Bruni in Rivkin - Cacciatore di taglie

Nei prodotti in cui ha partecipato come doppiatore, in italiano è stato sostituito da:
- Luigi La Monica in Archer

## Premi e riconoscimenti
- 1 Emmy Awards 1979 Migliore attore in una serie drammatica - Kazinsky
- 1 Tony Award 1993